# Élections législatives françaises de 1986
Les élections législatives françaises de 1986 ont lieu le 16 mars 1986 pour élire la VIIIe législature de la Cinquième République.
Ce scrutin marque un tournant dans l'histoire de la Cinquième République puisque, pour la première fois sous ce régime (et la seule à ce jour), des élections législatives se déroulent au scrutin proportionnel (départemental à un seul tour). Alors que la proportionnelle figurait dans les 110 propositions pour la France du président socialiste François Mitterrand, il est prêté à celui-ci l'intention de réduire ainsi la majorité de droite alors que les sondages donnaient une large défaite de la gauche avec le scrutin majoritaire à deux tours.
En accordant une courte majorité à la droite RPR-UDF, ces élections conduisent à la première cohabitation, avec Jacques Chirac comme Premier ministre. Il s'agit aussi de la première fois que le Front national (FN), parti d'extrême droite présidé par Jean-Marie Le Pen, bénéficiant de l'instauration de la proportionnelle, envoie des députés au palais Bourbon.

## Mode de scrutin

Nombre de sièges par département ou territoire.

Depuis les débuts de la Cinquième République, le scrutin uninominal majoritaire à deux tours était en vigueur pour les élections législatives.
En 1985, alors que les sondages sont mauvais pour la gauche, François Mitterrand s’appuie sur la 47e de ses 110 propositions pour la France de 1981 pour instaurer la proportionnelle départementale. En désaccord avec ce changement de scrutin, Michel Rocard démissionne du gouvernement, dénonçant un risque de retour à l’instabilité ministérielle.
Plusieurs observateurs estiment que ce changement de mode de scrutin voulu par François Mitterrand vise à limiter la défaite de la gauche et à priver la droite parlementaire de la majorité absolue en faisant entrer à l’Assemblée nationale des élus du Front national, parti d’extrême droite alors en pleine progression. Ce calcul aurait même été assumé par le chef de l'État,,. Lionel Jospin, qui était alors premier secrétaire du Parti socialiste, reconnaîtra a posteriori que la proportionnelle visait à « empêcher la droite d'avoir une écrasante majorité à l'Assemblée nationale », sans mentionner cependant que c'était dans l'espoir de voir un résultat élevé pour le Front national.

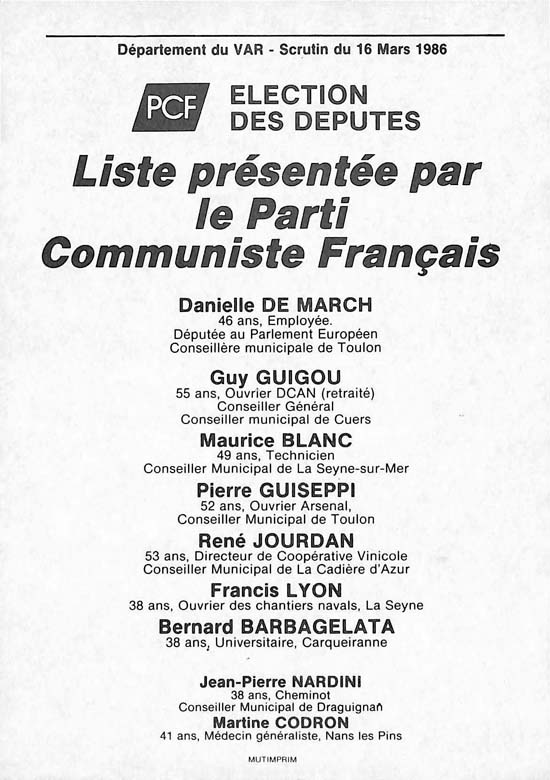
Bulletin de la liste du PCF dans le Var

Chaque circonscription électorale constituée par un département métropolitain, ultra-marin ou un territoire ultra-marin élit de 2 à 24 députés, à l'exception de trois territoires d'outre-mer, qui n'en élisent qu'un. L'électeur vote pour une des listes de sa circonscription, sans panachage ni vote préférentiel. Les sièges sont répartis entre les listes selon la méthode de la plus forte moyenne. Les listes qui ont obtenu moins de 5 % des suffrages de la circonscription sont exclues de la répartition des sièges. Les sièges remportés par chaque liste sont attribués aux candidats selon l'ordre de présentation sur la liste.
Si les sièges d'au moins deux députés sont vacants dans une circonscription, une élection partielle est organisé selon les mêmes modalités. En revanche, lorsque le siège d'un seul député devient vacant, son remplaçant est élu par les électeurs de la circonscription au scrutin uninominal majoritaire à deux tour.
La moitié des circonscriptions départementales ayant quatre sièges ou moins, le scrutin reste peu proportionnel et contraint le RPR et l'UDF à former des listes communes dans de nombreux départements.

## Campagne

### Sondages
| Institut | Date                  | EXG | PCF  | PS   | MRG | DVG | Écologistes | DVD | RPR-UDF | FN  |
| -------- | --------------------- | --- | ---- | ---- | --- | --- | ----------- | --- | ------- | --- |
| Institut | Date                  |     |      |      |     |     |             |     |         |     |
| Ipsos    | 17 au 22 février 1986 | 1   | 10   | 27   | 27  | 2   | 3           | 2   | 45 %    | 7   |
| Sofres   | 20 février 1986       | 3   | 11   | 29   | 1   | 1   | NC          | NC  | 46,5 %  | 5,5 |
| Sofres   | 30 janvier 1986       | 1,5 | 11   | 26   | 1,5 | NC  | NC          | 1   | 48 %    | 9   |
| BVA      | 30 janvier 1986       | NC  | 10,5 | 28,5 | NC  | NC  | NC          | NC  | 47 %    | 7,5 |
| Ifop     | 20 janvier 1986       | 2   | 11   | 30   | 1   | 1   | NC          | 1   | 48,5 %  | 6   |
| Ipsos    | 11 janvier 1986       | 1   | 11   | 26   | 1   | 1   | 3           | 4   | 43 %    | 9   |

## Résultats

### Au niveau national
|                          |                                    |                           |                |        |
|                          |                                    | Premier tour 16 mars 1986 |                |        |
|                          |                                    |                           |                |        |
|                          |                                    | Nombre                    | % des inscrits |        |
| Inscrits                 | Inscrits                           | 37 562 173                | 100,00         |        |
| Abstentions              | Abstentions                        | 7 878 658                 | 21,50          |        |
| Votants                  | Votants                            | 29 683 515                | 79,02          |        |
|                          |                                    |                           | % des votants  |        |
| Bulletins blancs et nuls | Bulletins blancs et nuls           | 1 275 684                 | 4,35           |        |
| Suffrages exprimés       | Suffrages exprimés                 | 28 024 168                | 74,60          |        |
|                          |                                    |                           |                |        |
| Étiquette politique      | Étiquette politique                | Voix                      | % des exprimés | Sièges |
|                          |                                    |                           |                |        |
|                          | Parti socialiste                   | 8 693 939                 | 31,02          | 206    |
|                          | Listes communes RPR-UDF            | 6 008 612                 | 21,44          | 147    |
|                          | Rassemblement pour la République   | 3 143 224                 | 11,22          | 76     |
|                          | Parti communiste français          | 2 739 925                 | 9,78           | 35     |
|                          | Front national                     | 2 703 442                 | 9,65           | 35     |
|                          | Union pour la démocratie française | 2 330 167                 | 8,31           | 53     |
|                          | Divers droite                      | 1 083 711                 | 3,87           | 14     |
|                          | Extrême gauche                     | 430 352                   | 1,54           | 0      |
|                          | Écologistes                        | 340 109                   | 1,21           | 0      |
|                          | Divers gauche                      | 301 063                   | 1,07           | 5      |
|                          | Mouvement des radicaux de gauche   | 107 769                   | 0,38           | 2      |
|                          | Extrême droite                     | 57 432                    | 0,20           | 0      |
|                          | UNG (Aimé Césaire, Martinique)     | 56 044                    | 0,20           | 0      |
|                          | Régionalistes                      | 28 379                    | 0,10           | 0      |
| Source : data.gouv.fr    |                                    |                           |                |        |

## Nouvelle Assemblée nationale

### Composition par groupe
| Groupe parlementaire               | Groupe parlementaire               | Groupe parlementaire                    | Députés                            | Députés                            | Députés | Président déclaré  |
| Groupe parlementaire               | Groupe parlementaire               | Groupe parlementaire                    | Membres                            | Apparentés                         | Total   | Président déclaré  |
| ---------------------------------- | ---------------------------------- | --------------------------------------- | ---------------------------------- | ---------------------------------- | ------- | ------------------ |
|                                    | SOC                                | Socialiste                              | 196                                | 16                                 | 212     | Pierre Joxe        |
|                                    | RPR                                | Rassemblement pour la République        | 147                                | 8                                  | 155     | Pierre Messmer     |
|                                    | UDF                                | Union pour la démocratie française      | 114                                | 17                                 | 131     | Jean-Claude Gaudin |
|                                    | COM                                | Communiste                              | 32                                 | 3                                  | 35      | André Lajoinie     |
|                                    | FN-RN                              | Front national – Rassemblement national | 32                                 | 3                                  | 35      | Jean-Marie Le Pen  |
|                                    |                                    |                                         |                                    |                                    |         |                    |
| Total de députés membre de groupes | Total de députés membre de groupes | Total de députés membre de groupes      | Total de députés membre de groupes | Total de députés membre de groupes | 568     |                    |
|                                    | Députés non-inscrits               | Députés non-inscrits                    | Députés non-inscrits               | Députés non-inscrits               | 9       |                    |
|                                    |                                    |                                         |                                    |                                    |         |                    |
| Total des sièges pourvus           | Total des sièges pourvus           | Total des sièges pourvus                | Total des sièges pourvus           | Total des sièges pourvus           | 577     |                    |

### Liste des députés
Il y a 5,9 % de femmes députées.

### Analyse
En nombre de sièges, la victoire du RPR et de l’UDF est moins importante que prévu initialement, les obligeant à composer avec des élus "divers droite" pour assurer la majorité absolue. Le PS réalise des résultats moins dramatiques que les sondages ne l'envisageaient malgré un reflux important de sièges, restant le premier parti à l'Assemblée nationale. Avec 35 élus, le Front national fait son entrée à l’Assemblée nationale pour la première fois.

## Conséquences et suites
Le 20 mars 1986, le président François Mitterrand nomme à Matignon Jacques Chirac, président du RPR, inaugurant ainsi la première cohabitation de la Cinquième République. Le nouveau Premier ministre revient sur le mode de scrutin proportionnel, restaurant le scrutin majoritaire en vue des prochaines élections législatives.
La cohabitation permet au chef de l’État socialiste de regagner en popularité : il est réélu au second tour de l’élection présidentielle de 1988 face au chef du gouvernement. Dans la foulée, l’Assemblée nationale est dissoute et les élections législatives anticipées donnent une majorité relative au Parti socialiste.